# Universidad Europea de Negocios
Universidad Europea de Negocios – prywatna uczelnia w Chile, zlokalizowana w Santiago. 